# EuroVelo

Карта сети дорог EuroVelo

«EuroVelo» — европейская сеть велосипедных трасс, является проектом Европейской федерации велосипедистов по созданию четырнадцати длинных велосипедных маршрутов, пересекающих всю Европу. Полная длина этих трасс будет превышать 90 000 километров, в настоящее время существует больше чем 20 000 километров.
Трассы EuroVelo подобны, как по длине так и по замыслу, различным проектам Greenway, как, например, «East Coast Greenway» в Америке.
Трассы EuroVelo предназначены для велосипедного туризма через всю Европу, но они также используются для местных поездок. Трассы составлены как из уже существующих велосипедных маршрутов, так и из трасс, которые ещё предстоит построить для того, чтобы объединить все трассы в одну сеть. Пока что ещё ни одна трасса не достроена полностью, разные части трассы находятся в разной степени готовности.
Хотя в настоящее время[какое?] EuroVelo не финансируется Европейским союзом, создатели EuroVelo надеются на такую поддержку в будущем[каком?].

## Краткий обзор EuroVelo

### Трассы Север — Юг
EV 1 — Атлантическая трасса: Нордкап — Сагреш (8186 км)
EV 3 — Путь пилигримов: Тронхейм — Сантьяго-де-Компостела (5122 км)
EV 5 — Дорога франков: Лондон — Рим и Бриндизи (3900 км)
EV 7 — Солнечный путь: Нордкап — Мальта (6000 км)
EV 9 — Янтарный путь (Балтийское море — Адриатическое море): Гданьск — Пула (1930 км)
EV 11 — Восточноевропейская трасса: Нордкап — Афины (5964 км)

### Трассы Запад — Восток
EV 2 — Трасса Столиц: Голуэй — Москва (5500 км)
EV 4 — Центральноевропейская трасса: Роскоф — Киев (4000 км)
EV 6 — Трасса рек (Атлантический океан — Чёрное море): Нант — Констанца (3653 км)
EV 8 — Средиземноморская трасса: Кадис — Афины (5388 км)

### Круговые трассы
EV 10 — Трасса вокруг Балтийского моря (круг Ганзы, 7930 км)
EV 12 — Трасса вокруг Северного моря (5932 км)
Совокупная длина: 63 505 км

## Маршруты
| Номер | Название                                                                                  | Основные города | Страны | Длина (км) |
| ----- | ----------------------------------------------------------------------------------------- | --- | --- | ---------- |
| EV1   | Маршрут побережьем Атлантики англ. Atlantic Coast Route                                   | Нордкап (EV7, EV11) — Норвежское побережье — Тронхейм (EV3) — Берген (EV12) — Абердин (EV12) — Инвернесс (EV12) — Глазго — Странрар — Белфаст — Голуэй (EV2) — Корк — Баллигири — Фишгард — Бристоль (EV2) — Плимут — Роскоф (EV4) — Нант (EV6) — Ла-Рошель — Бургос (EV3) — Саламанка — Сагреш                                                      | Норвегия, Великобритания, Ирландия, Франция, Испания, Португалия | 8186       |
| EV2   | Трасса Столиц англ. Capitals Route                                                        | Голуэй (EV1) — Дублин — Холихед — Бристоль (EV1) — Лондон (EV5) — Харвич — Роттердам (EV12, EV15) — Гаага (EV12) — Мюнстер (EV3) — Берлин (EV7) — Познань (EV9) — Варшава (EV11) — Минск — Москва | Ирландия, Великобритания, Нидерланды, Германия, Польша, Белоруссия, Россия | 5500       |
| EV3   | Трасса пилигримов англ. Pilgrims Route                                                    | Сантьяго-де-Компостела — Леон — Бургос (EV1) — Бордо — Тур (EV6) — Орлеан (EV6) — Париж — Намюр (EV5) — Ахен (EV4) — Мюнстер (EV2) — Гамбург (EV12) — Оденсе (EV10) — Виборг — Фредериксхавн (EV12) — Гётеборг (EV12) — Осло — Рёрус — Тронхейм (EV1)                                                                                                | Испания, Франция, Бельгия, Германия, Дания, Швеция, Норвегия | 5122       |
| EV4   | Центральная Европа англ. Central Europe Route                                             | Роскоф (EV1) — Атлантическое побережье Франции — Гавр — Кале (EV5) — Мидделбург — Ахен (EV3) — Бонн — Франкфурт-на-Майне — Прага (EV7) — Брно (EV9) — Краков (EV11) — Львов — Киев | Франция, Бельгия, Германия, Чехия, Польша, Украина | 4000       |
| EV5   | Римская дорога лат. Via Romea Francigena                                                  | Лондон (EV2) — Кентербери — Кале (EV4) — Брюссельский столичный регион — Намюр (EV3) — Люксембург — Саарбрюкен — Саргемин — Страсбург (EV15) — Базель (EV6) — Люцерн — Милан — Пьяченца (EV8) — Парма — Флоренция(EV7) — Сиена — Рим(EV7) — Бриндизи                                                                                                 | Великобритания, Бельгия, Люксембург, Германия, Франция, Швейцария, Италия | 3900       |
| EV6   | Атлантический океан — Чёрное море англ. Atlantic – Black Sea                              | Нант (EV1) — Тур (EV3) — Орлеан (EV3) — Невер — Шалон-сюр-Сон — Базель (EV5) — Пассау — Ибс-на-Дунае (EV7) — Линц — Вена (EV9) — Братислава — Будапешт — Белград (EV11) — Бухарест — Констанца | Франция, Швейцария, Германия, Австрия, Словакия, Венгрия, Сербия, Румыния | 4448       |
| EV7   | Среднеевропейская трасса англ. Sun Route                                                  | Нордкап (EV1, EV11) — Хапаранда (EV10) — Сундсвалль (EV10) — центральная Швеция — Копенгаген (EV10) — Гедсер — Росток (EV10) — Берлин (EV2) — Прага (EV4) — Ибс-на-Дунае (EV6) — Зальцбург — Мантуя (EV8) — Болонья — Флоренция (EV5) — Рим (EV5) — Неаполь — Сиракузы — Мальта                                                                      | Норвегия, Швеция, Дания, Германия, Чехия, Австрия, Италия, Мальта | 7409       |
| EV8   | Средиземноморская трасса англ. Mediterranean Route                                        | Кадис — Малага — Альмерия — Валенсия — Барселона — Монако — Пьяченца (EV5) — Мантуя (EV7) — Феррара — Венеция — Триест (EV9) — Риека — Сплит — Дубровник — Тирана — Патры — Афины (EV11) | Испания, Франция, Монако, Италия, Словения, Хорватия, Черногория, Албания, Греция | 5888       |
| EV9   | Балтика — Адриатика англ. Baltic – Adriatic                                               | Гданьск (EV10) — Познань (EV2) — Вроцлав — Оломоуц — Брно (EV4) — Вена (EV6) — Марибор — Любляна — Триест (EV8) — Пула | Польша, Чехия, Австрия, Словения, Италия, Хорватия | 1930       |
| EV10  | Трасса вокруг Балтийского моря (около Ганзы) англ. Baltic Sea Cycle Route (Hansa circuit) | Санкт-Петербург — Хельсинки (EV11) — Вааса — Оулу — Хапаранда (EV7) — Сундсвалль (EV7) — Стокгольм — Истад — Мальмё — Копенгаген (EV7) — Оденсе (EV3) — Росток (EV7) — Гданьск (EV9) — Калининград — Клайпеда — Рига — Таллин (EV11) — Санкт-Петербург                                                                                               | Россия, Финляндия, Швеция, Дания, Германия, Польша, Литва, Латвия, Эстония | 7980       |
| EV11  | Восточноевропейская трасса англ. East Europe Route                                        | Нордкап (EV1, EV7) — финские озера — Хельсинки (EV10) — Таллин (EV10) — Тарту — Вильнюс — Варшава (EV2) — Краков (EV4) — Кошице — Сегед (EV13) — Белград (EV6) — Скопье — Салоники — Афины (EV8) | Норвегия, Финляндия, Эстония, Латвия, Литва, Польша, Словакия, Венгрия, Сербия, Северная Македония, Греция                                                                                  | 5984       |
| EV12  | Трасса вокруг Северного моря англ. North Sea Cycle Route                                  | Берген (EV1) — Ставангер — Кристиансанн — Гётеборг (EV3) — Варберг — Грено — Фредериксхавн (EV3) — Хиртсхальс — Эсбьерг — Гамбург (EV3) — Гаага (EV2) — Роттердам (EV2, EV15) — Харвич (EV2) — Кингстон-апон-Халл — Ньюкасл-апон-Тайн — Эдинбург — Абердин (EV1) — Инвернесс (EV1) — Терсо — Оркнейские острова — Шетландские острова — Берген (EV1) | Норвегия, Швеция, Дания, Германия, Нидерланды, Великобритания | 5932       |
| EV13  | Путь Железного занавеса англ. Iron Curtain Trail                                          | - — — — — — — — — — Сегед (EV11) — Жимболия — Вршац — Оршова — Кладово — Заечар — Княжевац — Пирот — Драгоман — Кюстендил — Струмица — Петрич — Гоце-Делчев — Смолян — Киприн — Свиленград — Эдирне — Малко-Тырново — Резово | Финляндия, Россия, Эстония, Латвия, Литва, Польша, Германия, Чехия, Австрия, Словакия, Венгрия, Румыния, Сербия, Болгария, Северная Македония, Болгария, Греция, Болгария, Турция, Болгария | 9000       |
| EV15  | Вокруг Рейна англ. Rhine Route                                                            | Андерматт — Кур — Шаффгаузен — Базель (EV5-EV6) — Унинг — Нёф-Бризах — Страсбург (EV5) — Лотербур — Карлсруэ — Людвигсхафен-на-Рейне — Мангейм — Майнц — Висбаден — Бинген-на-Рейне — Кобленц — Бонн — Кёльн — Дюссельдорф — Дуйсбург — Ксантен — Арнем — Утрехт — Роттердам (EV2, EV12)                                                             | Швейцария, Франция, Германия, Нидерланды | 1320       |